# 黑城子站
黑城子站是位于辽宁省昌图县黑城子村的一个铁路车站，邮政编码112516。车站建于1971年，有平齐铁路经过该站，现不办理客货运业务，车站及其上下行区间均未电气化。车站距离四平站45公里，隶属沈阳铁路局，是五等站。